# Arturs Grinups
Arturs Grinups (2. november 1931 i Riga, Letland - 4. december 1989) var en lettisk komponist og kontrabassist.
Grinups studerede kontrabas og komposition på Jazeps Vitols Letisk Stats Musikkonservatorium hos bl.a. Adolfs Skulte.
Han har skrevet 12 symfonier, orkesterværker og kammermusik. Han specialiserede sig primært i orkestermusik, navnlig symfonier. 

## Udvalgte værker
- Symfoni nr. 1 (1958) - for orkester
- Symfoni nr. 2 (1959) - for orkester
- Symfoni nr. 3 "Novelle" (1959, Rev. 1970) - for orkester
- Symfoni nr. 4 (1960) - for orkester
- Symfoni nr. 5 "Kaugurieši" (1963) - for orkester
- Symfoni nr. 6 (1962) - for orkester
- Symfoni nr. 7 (1963) - for orkester
- Symfoni nr. 8 (1967) - for orkester
- Symfoni nr. 9 (1988) - for orkester
- Kammersymfoni (1970) - for fløjte, cembalo og strygeorkester
- Symfoni (1972) - for strygeorkester
- Næsten en Symfoni (1981) - for orkester